# Industrie Center Obernburg

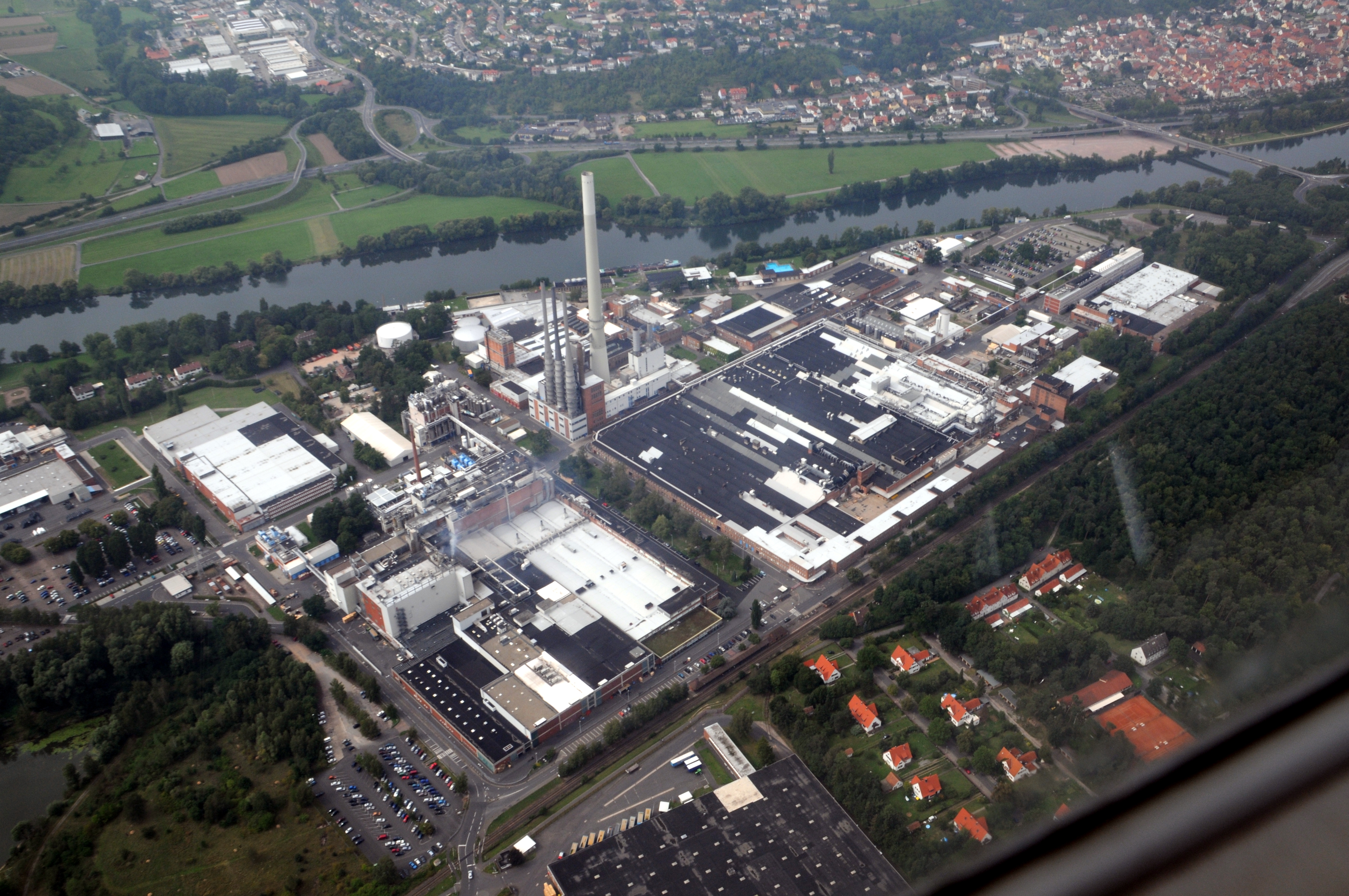
Luftbild 2008

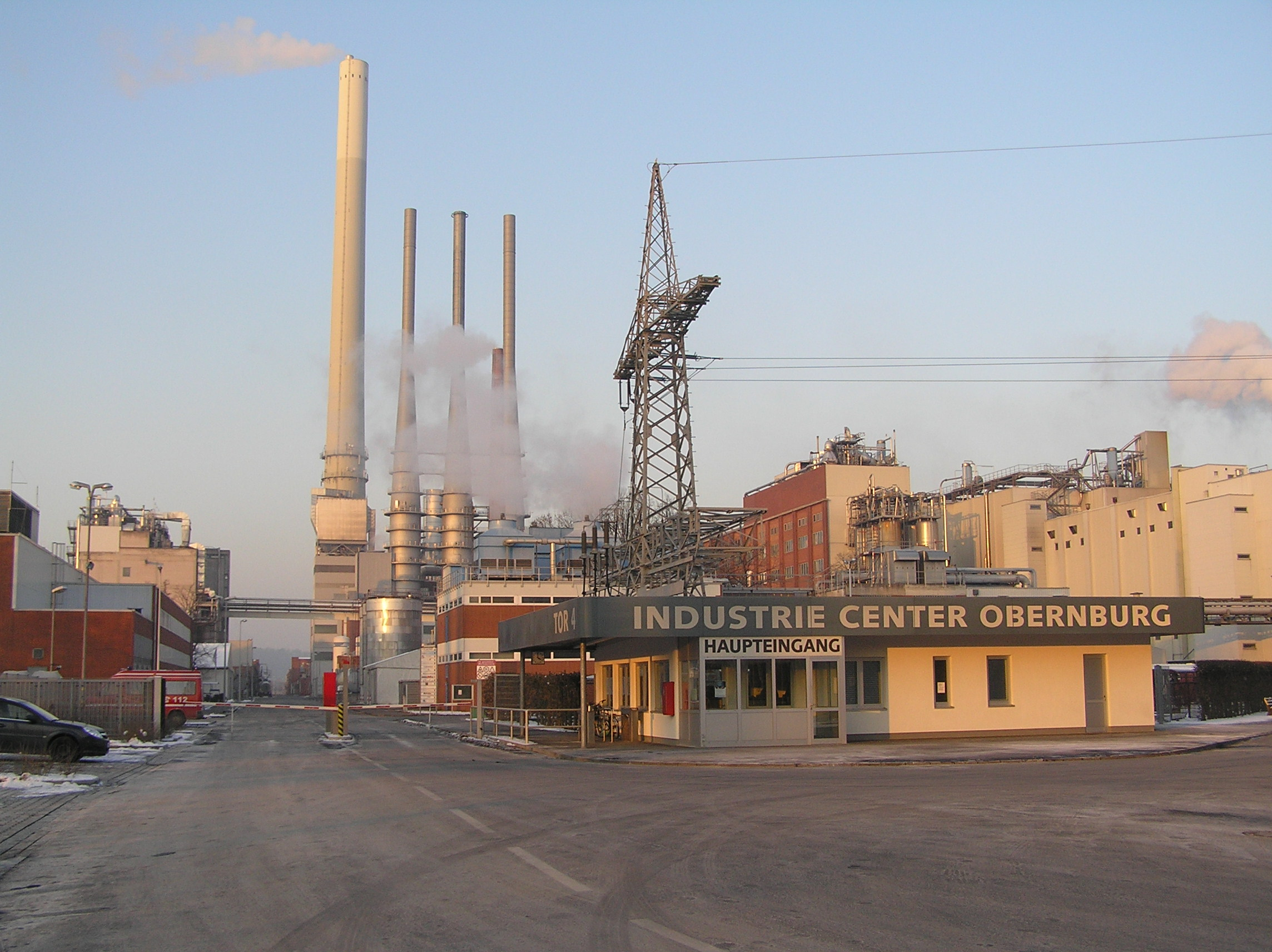
Der Haupteingang der ehem. Glanzstofffabrik in Erlenbach am Main, heute Industrie Center Obernburg (ICO)

Das Industrie Center Obernburg (ICO) ist ein Industriepark am Rande des Rhein-Main-Gebiets, circa 50 km südöstlich von Frankfurt am Main und circa 20 km südlich von Aschaffenburg. Es liegt am östlichen Mainufer gegenüber der Stadt Obernburg am Main. Das Gelände umfasst 175 Hektar mit 65 Gebäuden, die auf den Gemarkungen des Marktes Elsenfeld und der Stadt Erlenbach am Main liegen. Die aktuell genutzten Flächen sind nahezu vollständig ausgenutzt. Weitere Industrieflächen von etwa 40 Hektar sollen als Industriepark Erlenbach ebenfalls für eine industrielle Nutzung erschlossen werden.
Das Industrie Center Obernburg verfügt über eine trimodale Verkehrsanbindung (Wasserweg, Schiene, Straße) und ist über die autobahnartig ausgebaute Schnellstraße (B 469) erreichbar. Ein eigener Bahnhof mit Haltestelle (Glanzstoffwerke) und ein Industriegleis verbinden den Standort mit dem Schienennetz der Bahn. Eine Anlegestelle am Main verknüpft den Standort mit den Wirtschaftszentren am transeuropäischen Wasserverkehrsnetz sowie mit den nordwesteuropäischen Häfen im Rhein-Maas-Delta (den ARA-Häfen) und dem Schwarzen Meer.
Das standorteigene Kraftwerk der Kraftwerk Obernburg GmbH sorgt für die Erzeugung aller erforderlichen Arten von Energie für die am Standort beheimateten Unternehmen. Eine nach dem Prinzip der Kraft-Wärme-Kopplung betriebene Gasturbine speist seit 1996 den erzeugten Strom in das öffentliche Stromnetz ein und versorgt den Landkreis Miltenberg mit umweltfreundlich gewonnener elektrischer Energie. Der Anschluss an das Verteilnetz erfolgt auf der 20-kV-Mittelspannungsebene in das Stromnetz von E.ON Bayern. Die anfallende Wärme nutzen die Standortunternehmen in Form von Dampf zum Betrieb ihrer Produktionsanlagen. Seit 2022 verfügt der Standort über eine Photovoltaikanlage auf dem Kantinendach sowie eine größere Anzahl an E-Tankstellen. Damit werden die für den innerbetrieblichen Transport eingesetzten E-Fahrzeuge betrieben. Außerdem stehen Tankstellen zur Nutzung durch die Standortbeschäftigten zur Verfügung.
Der große Kamin des Kraftwerks ist 186 Meter hoch.

## Geschichte
Gegründet wurde der Standort im Jahr 1924 als Produktionsstätte für textile Viskosegarne der Vereinigte Glanzstoff-Fabriken AG. Die Gründung erfolgte auch, weil das damals strukturschwache Umland vorwiegend ländlich bzw. durch Heimschneiderei geprägt war und in den Jahren nach dem Ersten Weltkrieg unter hoher Arbeitslosigkeit litt. Die Gemeinden des Umlands, aus denen bis heute rund 50 % der Belegschaft stammen, erfuhren durch den Industriekomplex eine nachhaltige Aufwertung und starkes personelles wie infrastrukturelles Wachstum. Nach Aufbau der Produktion für textile Viskose begann im Jahr 1938 die Fertigung technischer Viskosegarne, die vorwiegend als Verstärkungsmaterial in der Karkasse von Autoreifen eingesetzt wird.

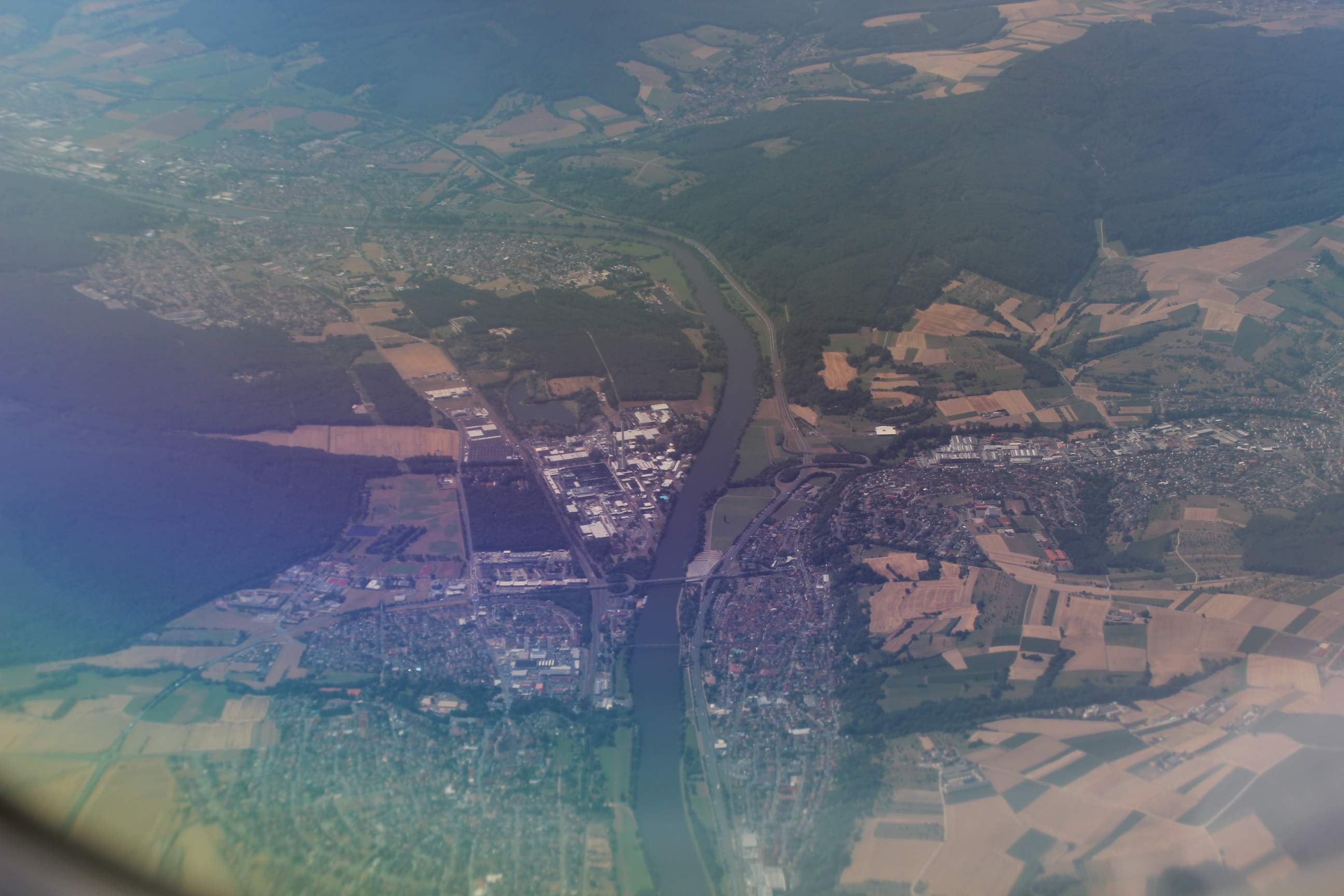
ICO und Obernburg beim Anflug auf den Flughafen Frankfurt

In den 1950er Jahren erweiterte man die Faserproduktion um synthetische Garne wie Polyester und Polyamid. Seit den 1970er und 1980er Jahren entwickelte sich der Standort durch den Ausbau der Produktionskapazitäten zunehmend zu einer wichtigen Produktionsstätte von hochwertigen Garnen für technische Anwendungen in Europa. Über viele Jahrzehnte war der Standort, an dem auch seit 1945 ein Konzernforschungsinstitut mit ca. 300 Beschäftigten und ein konzerneigenes Ingenieurbüro mit ca. 50 Beschäftigten bestanden, der größte Arbeitgeber in der Region Bayerischer Untermain. Die höchste Beschäftigtenzahl mit fast 7000 wurde Mitte der 1970er Jahre erreicht. Hierdurch ist das ICO für die strukturelle wie wirtschaftliche Entwicklung der Standortgemeinden wie des gesamten Raums bis heute von zentraler Bedeutung.
Im Laufe seiner 100-jährigen Geschichte wechselte der Standort mehrfach im Zuge von Namensänderungen des Mutterkonzerns von Glanzstoff über Enka, Akzo Nobel, Acordis ebenfalls die Bezeichnung, bis im Jahr 2003 der neue Name Industrie Center Obernburg gewählt wurde. Hintergrund für die letzte Änderung war die Aufspaltung der früheren Geschäftsbereiche des Acordis-Konzerns und deren separater Verkauf. Gleichzeitig wurde die Betreibergesellschaft Mainsite GmbH & Co.KG gegründet, in der alle technischen, analytischen und administrativen Bereiche des Standorts zusammengefasst sind. Die im ICO beheimateten früheren Konzernbetriebsstätten wurden in rechtlich eigenständige GmbHs umgewandelt mit dem Ziel einer stärkeren Fokussierung auf die jeweiligen Marktsegmente. Das frühere Konzernforschungsinstitut wurde bereits 2000 geschlossen und das Ingenieurbüro in die Betreibergesellschaft Mainsite integriert. Im Jahr 2010 wurden das Ingenieurbüro und die Werkstätten als Tochtergesellschaft der Mainsite unter dem Namen Mainsite Technologies GmbH zusammengefasst. Im Rahmen der Fokussierung der Betreibergesellschaft auf ihre Standortservices wurde die Mainsite Technologies GmbH im November 2018 an die Münchner Private-Equity-Gesellschaft Callista Private Equity verkauft und in MainTech Systems GmbH umbenannt.
Weitere Industrieflächen von etwa 40 Hektar sollen als Industriepark Erlenbach ebenfalls für eine industrielle Nutzung erschlossen werden. Diese geplante Erweiterung stieß auf Kritik vom Bund Naturschutz, Landesbund für Vogelschutz, Naturschutzverein Erlenbach und von Anwohnern, die den übermäßigen Flächenverbrauch und Verkehrslärm befürchten.
Nach wie vor ist der Standort in der Bevölkerung des Umlandes unter den Bezeichnungen „Glanzstoff“, „Akzo“ oder „Acordis“ ein fester Begriff.

## Unternehmen am Standort
Die 35 Unternehmen und Einrichtungen im Industrie Center Obernburg beschäftigen zusammen etwa 3000 Mitarbeiter. Neben den aus der früheren Konzernstruktur hervorgegangenen Unternehmen, insgesamt 15, siedelten sich seit 2003 weitere Firmen aus den Branchen Medizintechnik, medizinische Analytik, Kunststofftechnologie, Farben und Lacke, Reaktionstechnologie, Logistik, Chemie sowie Industriedienstleistungen im ICO an und nutzen es als Plattform für den Betrieb ihrer Unternehmen.
Einige Unternehmen in Auswahl:

### Mainsite GmbH & Co.KG
Die Betreibergesellschaft und Eigentümerin der Immobilien und Gebäude des ICO ist die Mainsite GmbH & Co. KG. Sie stellt den Standortunternehmen eine auf ihre Bedürfnisse maßgeschneiderte Infrastruktur (Energieversorgung, Feuerwehr, Arbeitssicherheit/Gesundheits- und Umweltschutz, Werkschutz usw.) zur Verfügung und bietet verschiedene übergreifende Industrieservices und administrative Dienstleistungen an.

### Indorama Ventures Mobility Obernburg Fibers GmbH
Die Gesellschaft produziert technische Polyamidegarne für Airbags, als Verstärkungsmaterial für Autoreifen, für Schläuche, Fischereinetze etc., sowie technische Polyestergarne für Anwendungen wie Sicherheitsgurte, Breitgewebe, Förderbänder, Segel und Taue, Bautextilien oder Bill Boards sowie Breathair®, ein innovatives dreidimensionales Faserstrukturgeflecht, als Ausgangsmaterial für atmungsaktive, luftdurchlässige und leicht zu reinigende Polster, Kissen und Matratzen.

### Enka GmbH & Co.KG
Die Enka GmbH & Co. KG produziert textile Viscosegarne für Damenoberbekleidung, Wäsche und Futterstoffe.

### Cordenka GmbH & Co.KG
Das Unternehmen Cordenka ist weltweiter Marktführer für technisches Rayon, welches zum größten Teil für die Reifenindustrie produziert wird.

### Analytik Service Obernburg GmbH
Früher Teil der Zentralen Forschung von Akzo Nobel wurde die Analytik mit etwa 50 Mitarbeitern im April 2017 aus der Mainsite GmbH ausgegliedert und als eigenständige GmbH Teil der SKZ-Gruppe. Seit 2023 gehört die Analytik Service Obernburg GmbH zur viridiusLAB AG. Der Analytik Service bietet Dienstleistungen speziell für die Bereiche Automobilzulieferer, Kunststoffverarbeitung, Medizintechnik und Chemiefasern an.

### Evonik Operations GmbH
Die Evonik Operations GmbH (ehem. 3M Deutschland) produziert am Standort mikroporöse Polymere und Additive für die Kunststoffindustrie.

### Freudenberg Performance Materials GmbH
Das Unternehmen fertigt in Obernburg Vliesstoffe und dreidimensionale Polymerstrukturmatten für den Einsatz im Automobilbau sowie als Erdbaukomponenten und Drainagesystemen.

### AB Dienstleistung GmbH
Die AB Dienstleistung GmbH ist als ansässiges Dienstleistungsunternehmen mit ca. 50 Mitarbeitern aus der Region vor Ort. Spezialisiert hat sich das Unternehmen auf die Reinigung der komplexen Fertigungsanlagen sowie auf die Unterhaltsreinigung der Räumlichkeiten und des Außenbereichs.

### B.Braun Avitum Saxonia GmbH, Excorlab GmbH
Die Unternehmen B.Braun Avitum Saxonia GmbH und Excorlab beschäftigen sich mit Membranen für medizinische Anwendungen (Blutreinigung) bzw. Studien im Bereich extrakorporaler Systeme.

### PPG Hemmelrath Lackfabrik GmbH
Die PPG Hemmelrath Lackfabrik GmbH produziert auf dem Gelände Klarlacke für die Automobilindustrie.

## Forschung und Entwicklung
Seit 2010 besteht in den Räumen des früheren Konzernforschungsinstituts auf dem ICO-Gelände, unterstützt mit Fördermitteln des Freistaats Bayern sowie durch den Landkreis Miltenberg, Kommunen und regionale Unternehmen (kostenlose Zurverfügungstellung von Räumen, Zuschüsse zu Betriebskosten etc.), ein „Zentrum für wissenschaftliche Services und Transfer“, kurz ZeWiS, der Hochschule Aschaffenburg. Es beschäftigt sich mit anwendungsorientierten Forschungen in den Bereichen Materials, Automotive, Intelligente Systeme und Automatisierung, Energieeffizienz, Informationstechnologie und Informationssysteme sowie Gestaltungsorientierte Forschung – Design Science Research.
Von 2011 bis 2014 bestand, als Teil des ZeWiS, unter dem Namen „mainproject“ ein mit Mitteln des Europäischen Sozialfonds (ESF) gefördertes Projekt zum Wissenstransfer und der Nutzbarmachung des Innovationspotenzials der Hochschule Aschaffenburg für kleinere und mittlere Unternehmen der Region. Die ICO-Standortbetreibergesellschaft Mainsite GmbH & Co.KG war an mainproject als Partner aus der Wirtschaft beteiligt.
Bis Mai 2018 lief eine Neuauflage des Projekts unter dem Namen „mainproject 2018“, ebenfalls gefördert mit Mitteln des Europäischen Sozialfonds. Die in der Projektphase bearbeiteten Themen umfassten: Informations- und Kommunikationstechnologien, Lokalisierungs- und Kommunikationslösungen, Industrie 4.0, Effiziente Produktionstechnologien, Prozessinnovation, Automatisierung, Wertstoffkreisläufe und Ressourcenstrategie, Innovative Aspekte der Unternehmensführung, insbesondere IT-unterstütze und wissensintensive Prozesse und Dienstleistungen.
Von Juni 2018 bis Sommer 2021 lief, wiederum gefördert mit Mitteln des Europäischen Sozialfonds, das Projekt „mainproject digital“

## Sonstiges
Bedingt durch seine lange Tradition bietet der Standort baugeschichtlich einige interessante Facetten hinsichtlich Industriearchitektur der vergangenen fast 100 Jahre und ist daher auch Teil der Route der Industriekultur Rhein-Main Bayerischer Untermain.